# Gesetz zur Bekämpfung der Geschlechtskrankheiten (1953)
Das Gesetz zur Bekämpfung der Geschlechtskrankheiten (GeschlKrG) vom 23. Juli 1953 ermächtigte in der Bundesrepublik Deutschland die Gesundheitsämter, zum Zweck der Bekämpfung sexuell übertragbarer Erkrankungen die Grundrechte auf körperliche Unversehrtheit und Freiheit der Person einzuschränken. Dazu zählten Zwangsuntersuchungen von Prostituierten. Einige Bundesländer ermächtigten auch die einzelnen Gesundheitsämter zu selbstverantwortlichen Regelungen, so dass in manchen Kommunen die Zwangsuntersuchungen bereits in den 1980er Jahren abgeschafft wurden.
Am 1. Januar 2001 trat das Gesetz außer Kraft und wurde durch das Infektionsschutzgesetz (IfSG) ersetzt, das in Bezug auf die Bekämpfung von Infektionskrankheiten statt behördlicher Kontrolle und Zwangsmaßnahmen auf freiwillig wahrzunehmende Hilfsangebote der Gesundheitsämter setzt.  
Vorläufer des Gesetzes zur Bekämpfung der Geschlechtskrankheiten war das gleichnamige Reichsgesetz vom 18. Februar 1927 (RGBl. I S. 61).